# Phytalos
Phytalos est un personnage de la mythologie grecque. Lorsque la déesse Déméter parcourait le monde à la recherche de sa fille Perséphone, Phytalos l'accueillit chaleureusement chez lui près d'Éleusis. Pour le remercier elle créa la figue et lui donna le premier figuier. On pouvait voir sa tombe sur la route entre Athènes et Éleusis avec l’épitaphe suivante :

« Héros et roi, Phytalos offrit un accueil chaleureux à Déméter,

La déesse auguste fit alors connaître un nouveau fruit ;

Figue sacrée est le nom que les mortels lui ont donnée.

Que Phytalos et ses descendants en reçoivent des honneurs éternels. »

## Sources
- Pausanias, Description de la Grèce [détail des éditions] [lire en ligne] (I, 37, 2-4).